# Colle di Cabre
Il colle di Cabre è un valico delle Prealpi del Diois situato tra i dipartimenti della Drôme e delle Alte Alpi, nella regione dell'Alvernia-Rodano-Alpi.

## Storia
Fu probabilmente attraversato da Annibale e dal suo esercito diretto in Italia durante la traversata delle Alpi. Questo passo veniva utilizzato dalla via Vienna-Vapincum e venne citato nell'Itinerarium Burdigalense del 333 sotto il nome di Gaura Mons, ovvero monte della capra. Costituì il confine tra il marchesato di Provenza e la contea di Forcalquier dal XII secolo.

## Descrizione
Si trova al confine tra i comuni di Beaurières e La Beaume a 1180 m di altitudine. Divide la valle del Diois ad ovest dal Pays du Buëch ad est. È raggiungibile tramite l'ex route nationale 93, ora trasformata nelle dipartimentali D93 e D993.

## Sport
È entrato nel percorso del Tour de France nel 1996, nel 2010 e nel 2016 ed è stato classificato di seconda categoria.